# Dimanche gras
Le dimanche gras correspond au dernier dimanche avant le Carême. Il se situe entre le Jeudi gras et le Mardi gras. Il fait partie des célébrations du Carnaval.

## Historique
Si au XXIe siècle en France, on ne fête plus que Mardi gras avant d’entrer dans le Carême, les jours précédents ont jusqu’au XIXe siècle fait l’objet de célébrations, en commençant par le Jeudi gras, encore quelquefois fêté. En revanche, le dimanche gras a quasiment disparu et ne subsiste que dans certaines régions et pays : Guadeloupe,  Martinique, Belgique. À Paris, c’est notamment lors du dimanche gras qu’a lieu la Promenade du Bœuf gras, tradition remontant au moins au XVIIIe siècle (elle est attestée comme déjà traditionnelle en 1739).